# Ray Tabano
Ray Tabano (Bronx, 23 dicembre 1946) è un chitarrista statunitense, è stato il primo chitarrista ritmico degli Aerosmith, sostituito da Brad Whitford.
Tra i membri del primo nucleo della band, non registrò mai nulla con loro ma in compenso disegnò il logo storico della band; la sua amicizia con Steven Tyler è datata: i due si conobbero da ragazzini, mentre si arrampicavano su un albero nella loro cittadina, Yonkers.